# Наташа Конен
Наташа Конен (нім. Natascha Kohnen; нар. 27 жовтня 1967 року, Мюнхен) — німецька політична діячка (СДП). З 2008 року — депутат у Баварському ландтазі, з 20 травня 2017 року — голова партії СДП у Баварії, а з грудня 2015 року — член Федерального правління СДП. У грудні 2017 року Конен була обрана заступницею голови СДП. Була головною кандидаткою на виборах у ландтаг Баварії у 2018 році.

## Освіта та професія
Конен виросла в мюнхенському районі Максфорштадт. Після закінчення школи з 1987 по 1992 роки вона вивчала біологію в Регенбурзькому університеті. Після цього працювала літературною редакторкою. Наприклад, з 1994 по 1995 роки вона працювала редакторкою у сфері природничих наук у видавництві «Oldenbourg Verlag» в Мюнхені. З 1996 року по 2002 роки вона була самозайнятою редакторкою у галузі природничих наук, а з 1997 по 1999 роки — у франкомовній сфері. З 2001 року має власний редакційний офіс з фрилансерами.
Наташа Конен проживає в Нойбіберзі біля Мюнхена та має двох дорослих дітей.

## Політика
З 2001 року Наташа Конен є членкинею СДП. З 2003 по 2009 роки вона була головою СДП Нойбіберга, а до 2009 року — заступницею голови СДП у Мюнхені.
11 липня 2009 року, на 60 партійному з'їзді СДП Баварії у Вайдені Конен була обрана генеральною секретаркою СДП Баварії. З 2013 по 2015 роки Конен була головою СДП у Мюнхені, а з грудня 2015 року є членкинею у федеральній раді правління СДП. В опитуванні членів партії перед початком виборів на посаду голови СДП Баварії навесні 2017 року її попередник Флоріан Пронольд запропонував кандидатуру Наташі Конен. Вона перемогла інших п'ятьох кандидатів, набравши 53,8 % голосів. На з'їзді партії 20 травня 2017 року вона була обрана 88,3 % голосів делегатів на посаду голови СДП Баварії.
З травня 2002 по вересень 2010 року Наташа Конен належала до муніципальної ради міста Нойбіберга. На регіональних виборах у Баварії у 2008 році вона була обрана на виборчому окрузі Верхня Баварія, таким чином, з 20 листопада 2008 стала депутаткою в баварському ландтазі. Там вона належить до Комітету з будівництва та житла. З 2011 по 2013 роки Конен також була заступницею голови фракції СДП у Баварському ландтазі.
Конен була обрана своєю фракцією у Раду мовлення Баварського радіо.
У листопаді 2017 року  земельна рада правління СДП Баварії висунула кандидатуру Конен на земельних виборах 2018 року. 10 березня 2018 року її було обрано головною кандидаткою на позачерговому з'їзді СДП Баварії. На виборах 2018 року СДП на чолі з Конен отримала 9,7 % голосів, що стало в загальному найгіршим результатом на земельних виборах. Таким чином, партія посіла тільки п'яту позицію після ХСС, Зелених, Вільних виборців та АдН.